# Габрово (Кырджалийская область)
Га́брово (болг. Габрово) — село в Болгарии. Находится в Кырджалийской области, входит в общину Черноочене. Население составляет 667 человек.

## Политическая ситуация
В местном кметстве Габрово, в состав которого входит Габрово, должность кмета исполняет Шюкран Муса (Движение за права и свободы (ДПС)) по результатам выборов.
Кмет (мэр) общины Черноочене — Айджан Ахмед (Движение за права и свободы (ДПС)) по результатам выборов.